# Естонија на Светском првенству у атлетици у дворани 2008.
Естонија је учествовала на Светском првенству у атлетици у дворани 2008. одржаном у Валенсији од 7. до 9. марта. Ово је било девето учешће Естоније на светским првенствима у дворани, односно учествовала је под данашњим именом на свим првенствима од 1993. до данас. Репрезентацију Естоније представљало је троје атлетичара 2 мушкарца и 1 жена, који су се такмичиле у три дисциплине.
На овом првенству није освојила ниједну медаљу, а седмобојац Андерс Раја је поправио 3 лична рекорда у појединачним дисциплинама седмобоја.
У табели успешности (према броју и пласману такмичара који су учествовали у финалним такмичењима (првих 8 такмичара)) Естонија је са 1 учесником у финалу и 3 бода делила 48. место са Србијом.
| Плас. | Земља    | 1. место | 2. место | 3. место | 4. место | 5. место | 6. место | 7. место | 8. место | Бр. финал. | Бод. |
| ----- | -------- | -------- | -------- | -------- | -------- | -------- | -------- | -------- | -------- | ---------- | ---- |
| =48.  | Естонија | 0        | 0        | 0        | 0        | 0        | 1        | 0        | 0        | 1          | 3    |

## Учесници
| Мушкарци: - Рене Оруман — 60 м препоне - Андерс Раја — Седмобој | Жене: - Кајре Лејбак — 1.500 м |  |

## Резултати

### Мушкари
| Атлетичар   | Дисциплина   | Лични рекорд | Квалификације | Квалификације | Полуфинале           | Полуфинале           | Финале               | Финале  | Детаљи |
| Атлетичар   | Дисциплина   | Лични рекорд | Резултат      | Место         | Резултат             | Место                | Резултат             | Место   | Детаљи |
| ----------- | ------------ | ------------ | ------------- | ------------- | -------------------- | -------------------- | -------------------- | ------- | ------ |
| Рене Оруман | 60 м препоне | 7,84         | 8,00          | 7. у 5. гр    | Није се квалификовао | Није се квалификовао | Није се квалификовао | 29 / 33 |        |

седмобој
| Дисциплина   | Андерс Раја | Андерс Раја | Андерс Раја | Андерс Раја | Андерс Раја | Андерс Раја |
| Дисциплина   | Лич. рек.   | Резултат    | Бод.        | Плас.       | Укупно      | Плас.       |
| ------------ | ----------- | ----------- | ----------- | ----------- | ----------- | ----------- |
| 60 м         | 7,05        | 6,95 ЛР     | 900         | 3.          |             |             |
| Скок удаљ    | 7,30        | 7,42 ЛР     | 915         | 5.          | 1.815       | 2.          |
| Бацање кугле | 13,80       | 14,86 ЛР    | 781         | 4.          | 2.596       | 3.          |
| Скок увис    | 1,98        | 1,97        | 776         | 7.          | 3.372       | 5.          |
| 60 м препоне | 7,96        | 8,03        | 974         | 2.          | 4.346       | 4.          |
| Скок мотком  | 4,80        | 4,60        | 790         | 6.          | 5.196       | 6.          |
| 1.000 м      | 2:45,22     | 2:50,76     | 758         | 4.          |             |             |
| Седмобој     | 5.948       |             |             |             | 5.894       | 6. / 6 (8)  |

### Жене
| Атлетичарка  | Дисциплина | Лични рекорд | Квалификације | Квалификације | Финале                 | Финале  | Детаљи |
| Атлетичарка  | Дисциплина | Лични рекорд | Резултат      | Место         | Резултат               | Место   | Детаљи |
| ------------ | ---------- | ------------ | ------------- | ------------- | ---------------------- | ------- | ------ |
| Кајре Лејбак | Троскок    | 14,26 НР     | 13,32         | 17            | Није се квалификовалљ' | 17 / 18 |        |